# Panchlora panchlora
Panchlora panchlora är en kackerlacksart som beskrevs av Karlis Princis 1951. Panchlora panchlora ingår i släktet Panchlora och familjen jättekackerlackor. Inga underarter finns listade i Catalogue of Life.